# Sonate voor cello en piano (Rachmaninov)
De sonate voor cello en piano (opus 19) in g mineur is een compositie van de Russische componist Sergej Rachmaninov uit 1901 (het manuscript vermeldt de datum 12 december 1901). Het wordt wel beschouwd als een van de belangrijkste cellowerken van de 20e eeuw. Het is Rachmaninovs laatste kamermuziekstuk.
De cellosonate behoort tot de eerste composities (waaronder het tweede pianoconcert) die ontstonden na een depressieve en non-productieve periode in Rachmaninovs leven, die een gevolg was van de vernietigende kritiek op zijn eerste symfonie. In 1900, onder meer door de verdiensten van Nikolaj Dahl (bij wie Rachmaninov een hypnosebehandeling onderging), had Rachmaninov voldoende zelfvertrouwen herwonnen om zich weer aan compositie te wijden. Dit resulteerde in het beroemde tweede pianoconcert (1900) en de cellosonate (1901). De sonate genoot veel waardering maar werd enigszins door het zeer succesvolle tweede pianoconcert overschaduwd.
De sonate bestaat uit vier delen:
1. Lento – Allegro moderato
2. Allegro scherzando
3. Andante
4. Allegro mosso

In de sonate verkent Rachmaninov duidelijk de mogelijkheden van de cello. Opvallend is de complexe pianopartij, die geenszins het karakter van een eenvoudige begeleiding heeft. De inhoudelijke inbreng van de cello en die van de piano worden vakkundig en over het algemeen evenwichtig (hoewel het zwaartepunt soms bij de piano lijkt te liggen) afgewisseld. In het Andante en in de slepende passage van het Allegro scherzando is de romanticus Rachmaninov te horen. Het Allegro scherzando is daarentegen veel wilder, afwisselend met lieflijke delen. Het Allegro mosso kan het beste als uitbundig worden omschreven, terwijl het Lento veel aan het dramatische tweede pianoconcert doet denken.
De cellosonate werd opgedragen aan zijn vriend Anatoli Brandukov, een cellist die in 1892 de première van Rachmaninovs Trio Elégiaque nr. 1 had verzorgd. De première was op 2 december 1901 te Moskou, met Brandukov als cellist en Rachmaninov zelf aan de piano.

## Transcripties
- De pianist Arcadi Volodos arrangeerde de cellosonate voor piano.